# Щеврик прерієвий
Щеврик прерієвий (Anthus spragueii) — вид горобцеподібних птахів родини плискових (Motacillidae).

## Назва
Вид названо на честь американського ілюстратора природи Ісаака Спрага (1811-1895).

## Поширення
Вид поширений в США та Канаді. Він гніздиться на луках південно-східної Альберти, південного Саскачевану, південно-західної Манітоби та іноді на півдні Британської Колумбії в Канаді, а також на півночі та в центральній частині Монтани, у Північній Дакоті та місцево в Південній Дакоті, зрідка до північно-західної Міннесоти у США. Зимує на більшій частині півдня США, зокрема в Аризоні та Луїзіані, а також на півночі Мексики.
Населяє прерії з низьким різнотрав’ям, які добре дренуються, як правило, на ділянках площею щонайменше 65 га з низькими чагарниками і малою кількістю дерев.

## Опис
Птах завдовжки 15-17 см, вагою 18-27 г. Самці та самиці мають маскувальне забарвлення та схожі зовні. Їхня верхня частина тіла коричнева з чорними смугами, тоді як нижня частина тіла білувата з темними плямами на грудях і коричневими плямами на боках. Дзьоб тонкий і рожевий, а ноги жовті.